# Вальмухаметов, Радик Сафаргалеевич
 Вальмухаметов Радик Сафаргалеевич    -  (род. 12 февраля 1966 года) — российский певец, народный артист Республики Башкортостан (2011). Солист-вокалист эстрады. Художественный руководитель фольклорной группы "Сармат".

## Биография
Вальмухаметов Радик Сафаргалеевич родился в селе Ташбулатово Абзелиловского района,  Башкирской АССР. Окончил Уфимское училище искусств в 1991 году (класс А. К. Масалимовой).
В 2001 году окончил Уфимскую государственную академию искусств имени  З. Исмагилова  (класс Р. М. Мусиной). Начал свою творческую деятельность в 1991 г. в качестве ведущего солиста Учалинской народной филармонии.
С 1991 года пел в ансамбле ДК “Горняк”.  С 2003 года работал в фольклорном ансамбле “Ядкар”, а с 2005 года  руководил  группой “Ихлас” (“От всей души”) в Башкирской филармонии.
В 1998 году получил приглашение на работу в Нефтекамскую филармонию в качестве ведущего солиста и руководителя башкирской группы. С 2003 года работает в Башгосфилармонии солистом и руководителем группы “Ихлас”.
Голосовые возможности дают возможность исполнять разножанровые произведения – народные, лирические, классические и эстрадные. Артист имеет обширный репертуар – более 100 песен. Особое место в его творчестве занимают башкирские народные, а также редко исполняемые песни.
Многие песни в его исполнении вошли в Золотой Фонд башкирского радио и телевидения. ГТРК “Башкортостан” произвело видеозапись 8-ми сольных концертов Р. Вальмухаметова. За период его творческой деятельности были выпущены 3 аудиокассеты, 6 компакт-дисков, 4 видеокассеты.
Артист активно гастролирует по республике и другим регионам, пользуясь заслуженной популярностью среди зрителей.
Будучи востребованным исполнителем, Р. Вальмухаметову доверяют ответственные мероприятия и гастроли – в 2004 году в составе мастеров искусств он представлял башкирское искусство в Турецкой Республике (г. Ялова) на Международном фестивале фольклорных ансамблей. В том же году по приглашению Курултая башкир группа “Ихлас” под руководством Р. Вальмухаметова выступила с концертными программами в регионах России.
В 2006 году артисты группы во главе со своим руководителем внесли вклад в пропаганду Всероссийской сельскохозяйственной переписи, участвуя в передвижной агитационной кампании в 42 районах республики. В сентябре 2007 года Р. Вальмухаметов был руководителем группы мастеров искусств РБ, участвующих в автопробеге “Дорогой Братства” в честь 450-летия добровольного вхождения Башкирии в состав России, прошедшей по 10 регионам России и имеющей огромный общественный резонанс.
В 2008 году вышел аудиоальбом Р. Вальмухаметова "Тыуган якты хагынам".
В 2015 году артист возглавил вновь созданную фольклорную группу "Сармат".

## Вокальные партии
Песни Х.Ф.Ахметова, Н.А.Даутова, З.Г.Исмагилова, С.А.Низаметдинова, Р.М.Хасанова; баш. (“Ильяс”, “Салимакай”, “Сибай”, “Урал”, “Эскадрон”), тат. (“Сарман”, “Шахта”),  “Урал моңо” (“Мелодии Урала”; 1993), “Яҙғы моңдар” (“Весенние мелодии”; 1995), “Туган тел” (“Родная речь”, 2008; все – Уфа),  “Дуҫлыҡ йыры” (“Песня дружбы”; г.Нефтекамск, 1995).

## Награды и премии
- Народный артист Республики Башкортостан (2011)
- Заслуженный артист Республики Башкортостан (2003)